# Peter Wagner
Peter Wagner (Lütjenburg, 18 de setembre de 1956) és un politòleg alemany, professor d'investigació ICREA en Ciències socials a la Universitat de Barcelona. Doctor en Ciències polítiques per la Universitat de Berlín, ha desenvolupat la seva activitat acadèmica a Alemanya, el Regne Unit, França, Itàlia, Noruega, els Estats Units i Sud-àfrica. Ha estat investigador al Wissenschaftszentrum für Sozialforschung de Berlín, catedràtic de Sociologia a les universitats de Warwick i Trento, i catedràtic de Teoria social i política a l'Institut Europeu Universitari de Florència. La seva recerca se centra en l'estudi comparatiu i analític de les diferents formes de modernitat social, econòmica i política, i de les trajectòries històriques de les societats modernes. Des de l'any 2010 dirigeix a la Universitat de Barcelona el grup de recerca internacional TRAMOD «Trajectòries de la modernitat. Comparació de varietats europees i no europees». Ha publicat, entre d'altres, Modernity as Experience and Interpretation. A New Sociology of Modernity (Polity, 2008) i Modernity: Understanding the Present (Polity, 2012).